# Rendlesham-Forest-Zwischenfall
Koordinaten: 52° 5′ 2″ N, 1° 25′ 58″ O

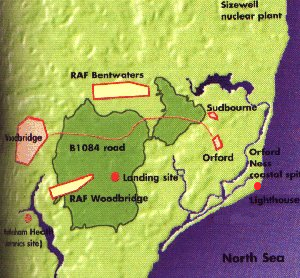
Umgebungskarte des Rendlesham Forest

Als Rendlesham-Forest-Zwischenfall oder Rendlesham-Zwischenfall werden in der Ufologie zwei Ereignisse vom 26. und 28. Dezember 1980 bezeichnet. Diese sollen sich im Rendlesham Forest in Großbritannien zugetragen haben. Der Rendlesham-Zwischenfall gilt, neben dem Roswell-Zwischenfall in New Mexico, als Meilenstein in der Ufologie, weil hochrangiges Militärpersonal involviert war und die meisten der Beteiligten vom britischen Militär als „glaubwürdig“ eingestuft wurden. Der Zwischenfall erlangte durch Presse und Medien weltweite Bekanntheit.
Mittlerweile wird mehrheitlich davon ausgegangen, dass es sich bei den Ereignissen um teils natürliche Phänomene ohne Indizien für UFOs oder Außerirdische handelte. Zeugenberichte von einem angeblich gesichteten Raumschiff oder von Außerirdischen werden heute als nicht glaubwürdig eingestuft, zumal die Aussagen diesbezüglich widersprüchlich und inkonsistent sind.

## Ort der Geschehnisse

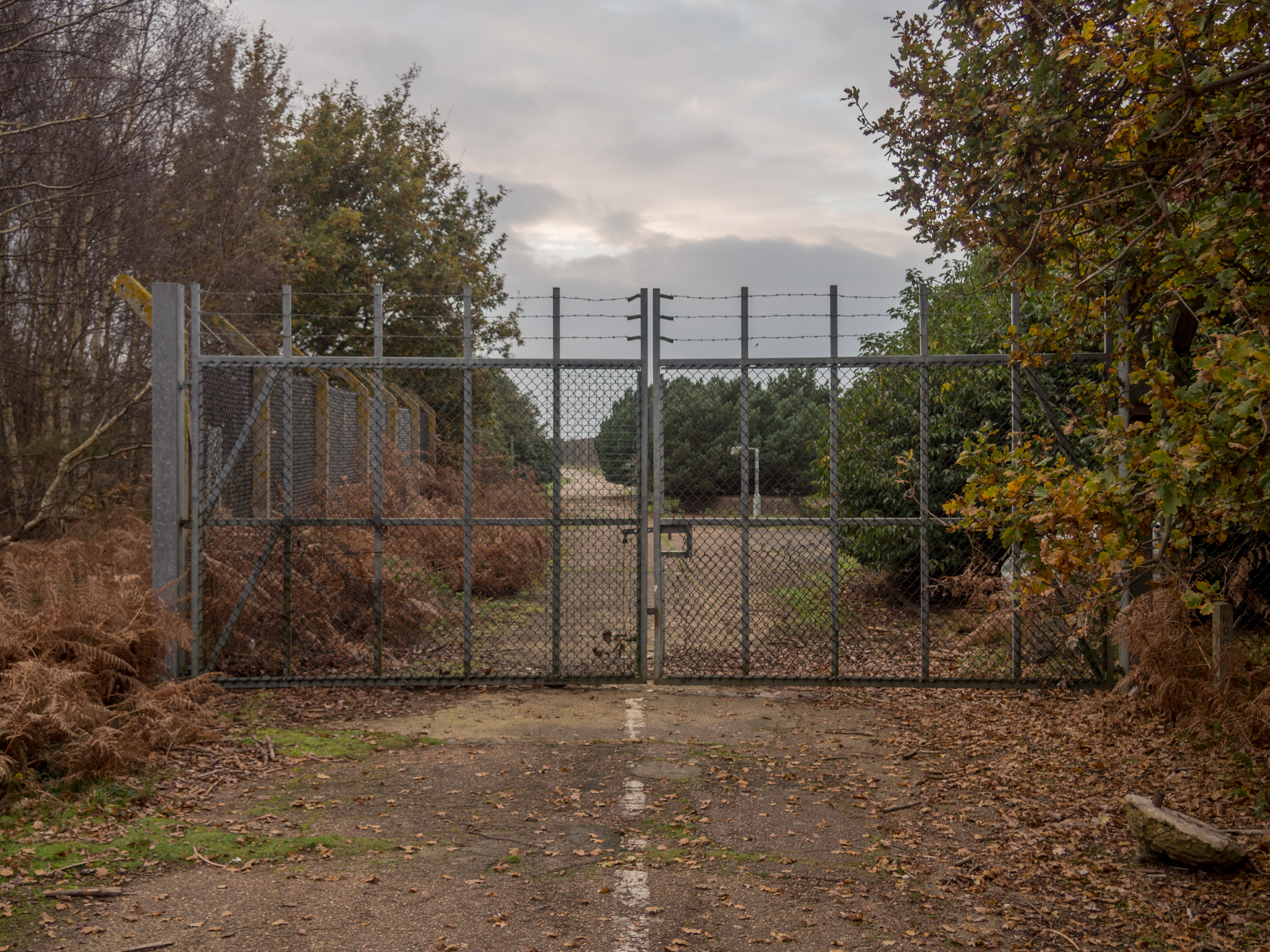
Osttor zum Sperrgebiet im Rendlesham Forest bei Woodbridge.

Als Zentrum der Ereignisse gilt der sogenannte Rendlesham Forest, ein 15 km² großes, militärisch abgeriegeltes Waldgebiet nahe dem Luftwaffenstützpunkt Bentwaters-Woodbridge. An den Wald angrenzende Ortschaften sind Woodbridge, Sudbourne und Orford. Etwa 13 km westlich von Rendlesham Forest liegt Ipswich. Alle Orte befinden sich in einem weiträumigen Naturschutzgebiet der englischen Grafschaft Suffolk. Bentwaters-Woodbridge war zu dieser Zeit eine von der US Air Force geführte Einrichtung der NATO auf dem Boden des Vereinigten Königreichs.

## Beschreibung der Vorfälle

### Beteiligte
Als Hauptzeugen des Militärs gelten Lieutenant Colonel Charles Iowerth Halt, Staff-Sergeant James Penniston, Sergeant John Burroughs sowie die Bediensteten Edward Cabansag und Larry Warren. Alle benannten Personen befinden sich heute im Ruhestand.
Als Hauptzeugen der örtlichen Polizei (engl. Constabulary) gelten unter anderem Superintendent George Plum sowie die Wachtmeister Brian Creswell und Martin Brophy.
Zivile Hauptzeugen sind unter anderem Garry Harris, Diana Persinger und Gordon Levitt. Ihre Namen sind in örtlichen Polizeiakten aufgeführt.

### Erster Vorfall

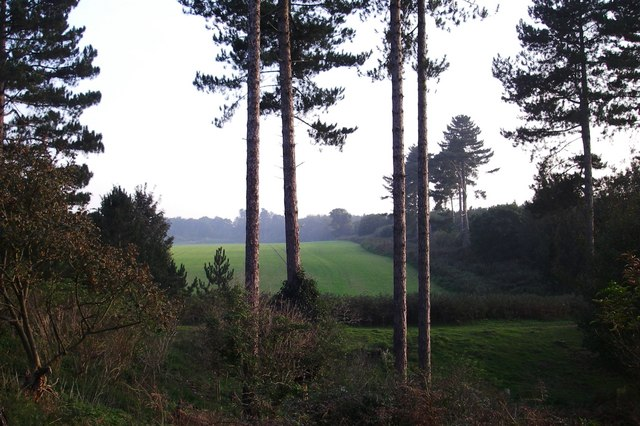
Angeblicher Landeplatz des unbekannten Objekts.

In den frühen Morgenstunden des 26. Dezember 1980 wurden vom Luftwaffenstützpunkt Bentwaters-Woodbridge aus Lichter gesehen, die im nahen Rendlesham Forest niedergegangen sein sollen. Unter der Vermutung eines Flugzeugabsturzes machten sich der leitende Sicherheitsoffizier James Penniston sowie die Airmen Edward Cabansag und John Burroughs auf die Suche nach der vermeintlichen Absturzstelle. In dem entsprechenden Gebiet im Rendlesham Forest angekommen, war laut Aussage der Zeugen ein helles Licht zu sehen, das von einem intakten Objekt am Waldboden ausging. Je näher die Zeugen dem Objekt kamen, desto schlechter soll die Qualität des Funkkontakts mit der Basis geworden sein. Airman Cabansag blieb daher zurück, um den Funkkontakt mit der Basis halten zu können. Penniston und Burroughs näherten sich nach eigener Aussage weiter dem Objekt und beschrieben es in ihren Berichten als dreieckig, etwa 2,5 m lang und 2 m hoch. Blaue und gelbe Lichter seien über die Oberfläche des Objekts gewandert. Penniston und Burroughs beobachteten das Objekt ca. 10 Minuten in einigem Abstand. Dann beschloss Penniston, das Objekt näher zu untersuchen. Er trat an das Objekt heran, umrundete es, berührte es und notierte sich Symbole, die er vorgeblich auf der Oberfläche des Objektes sah. Das Objekt sei seiner Aussage nach warm und glatt gewesen. Laut den Zeugen intensivierte sich nach 25 Minuten das Licht des Objekts schlagartig, es begann geräuschlos abzuheben und flog mit hoher Geschwindigkeit davon. Eine spätere Untersuchung des Ortes förderte drei Vertiefungen, welche als Landespuren gedeutet wurden, sowie erhöhte Radioaktivität zutage.

### Zweiter Vorfall
In der Nacht des 28. Dezember 1980 wurden erneut Lichter über dem Rendlesham Forest gesehen. Der stellvertretende Kommandant der Basis, Charles Halt, brach mit vier weiteren Soldaten auf, um diese Lichter zu untersuchen. Die Zeugen sagten später aus, dass sie ein pulsierendes, rot-oranges Licht im Wald ausmachen konnten, das im Zickzack zwischen den Bäumen manövrierte. Die Männer verfolgten das Licht bis zu einem Feld am Waldrand, wo es scheinbar explodierte. Eine Suche nach Überresten der vermeintlichen Explosion blieb vorgeblich ohne Ergebnis. Während der Suche erschienen laut Halt mehrere entfernte Objekte am Himmel mit roten, blauen und grünen Lichtern. Eines der Objekte kam schnell näher und stoppte direkt über den Zeugen. Das Objekt wurde später als diskusförmig mit Lichtern an den Rändern beschrieben. Ein roter Lichtstrahl, ähnlich einem Laser, wurde von dem Objekt abgegeben und traf wenige Meter von den Zeugen entfernt auf die Erde. Dann entfernte sich das Objekt schnell und verschwand mit den anderen Objekten aus der Sicht. Von der Militärbasis aus sollen die Lichter noch für über zwei Stunden zu sehen gewesen sein. Von Zeit zu Zeit wurden Lichtstrahlen zu Boden gesandt. Eines der Objekte soll laut Halt über ein Waffenlager der Luftwaffenbasis geflogen sein und Lichtstrahlen auf das Waffenlager gesendet haben.
Laut dem Sicherheitsoffizier Larry Warren gab es eine weitere Begegnung in der Nacht zum 29. Dezember. Warren gibt an, er sei Teil einer Untersuchungsmannschaft in Begleitung von Lt.Col. Halt gewesen. Er habe ein hell leuchtendes Objekt auf dem Boden gesehen, ähnlich wie von Penniston beschrieben. Militärpersonal habe danebengestanden sowie einige kleine, humanoide Wesen. Warren habe den Eindruck gehabt, sie kommunizierten. Dann wurde Warren von Militärangehörigen von der Szene entfernt.

### Zivile Zeugenaussagen
Zu den zivilen Zeugen des Vorfalls zählt der aus Sudbourne stammende Gordon Levitt. Seiner Aussage nach führte er am Abend des 28. oder 29. Dezembers zwischen 19:00 und 20:00 Uhr seinen Hund aus und bemerkte am Himmel ein leuchtendes Objekt, das sich in seine Richtung bewegte. Levitts Beschreibung nach war das Objekt pilzförmig, leicht rundlich und gab ein grünliches Licht ab. Es bewegte sich zunächst auf Levitt zu und bog dann in Richtung Woodbridge ab. Nach Gordon Levitts Bericht wurde das Unbekannte Flugobjekt auch von seinem Hund wahrgenommen. Dieser soll einen Schock erlitten und sich am Tag darauf geweigert haben, seinen Zwinger zu verlassen. In gängiger Ufo-Literatur wird oft behauptet, Levitts Hund sei aufgrund dieses Schocks gestorben. Dies wird jedoch von Gordon Levitt und seinem Rechtsanwalt bestritten.
Ein weiterer Ortsansässiger, Gerry Harris, beobachtete gemeinsam mit seiner Frau ebenfalls ungewöhnliche Lichter über dem Rendlesham Forest. Harris sagt aus, er sei am Abend des Boxing Days gegen 23:30 Uhr von einem Besuch bei Freunden heimgekehrt und das Paar habe sich kurz darauf auf die Nachtruhe vorbereitet. Bei einem Blick aus dem Fenster habe Harris sehr helle Lichter beobachtet, die auf- und abhüpfend über dem Rendlesham Forest verweilten. Zunächst nahm seine Frau an, es sei lediglich ein Flugzeug, doch Gerry widersprach mit dem Argument, dass ein solches „Flugzeug“ bei dem Flugverhalten sicherlich längst abgestürzt wäre. Harris nahm an, dass es sich um eine Art Flugshow der United States Air Force handelte – ein Eindruck, der sich zu bestärken schien, nachdem Harris die Geräusche herannahender Fahrzeuge sowie ferne Rufe vernahm. Während der Beobachtung sei eines der fremdartigen Lichter ganz plötzlich in den Wald hineingetaucht und wenige Minuten später mit hoher Geschwindigkeit wieder davongeflogen. In den folgenden Tagen habe Harris beobachtet, dass Waldarbeiter mehrere Bäume von jener Stelle entfernten, wo das Ufo vorgeblich gelandet war. Die Waldarbeiter hätten ausgesagt, die Bäume seien wegen „erhöhter Radioaktivität“ gefällt worden.

### Spätere Ergänzungen zum Vorfall
Im Dezember 2010 hat James Penniston seine Darstellung der Ereignisse erweitert. In einer Folge der Fernsehdokumentationsreihe Ancient Aliens des History Channels gibt Penniston an, er habe während seiner Begegnung mit dem Objekt auf telepathischem Weg eine binäre Botschaft empfangen. Diese Botschaft habe er einen Tag später niedergeschrieben. Dieser Binärcode habe sich als ASCII-Code erwiesen und Geokoordinaten (wird auch als die mythische Brasilinsel interpretiert)  sowie einen kurzen Text über die „Erforschung der Menschheit“ enthalten. Insgesamt 14 Seiten soll er aufgeschrieben haben, wovon nur ein Teil veröffentlicht wurde.

## Untersuchungen der Vorfälle

### Untersuchungen durch das Militär

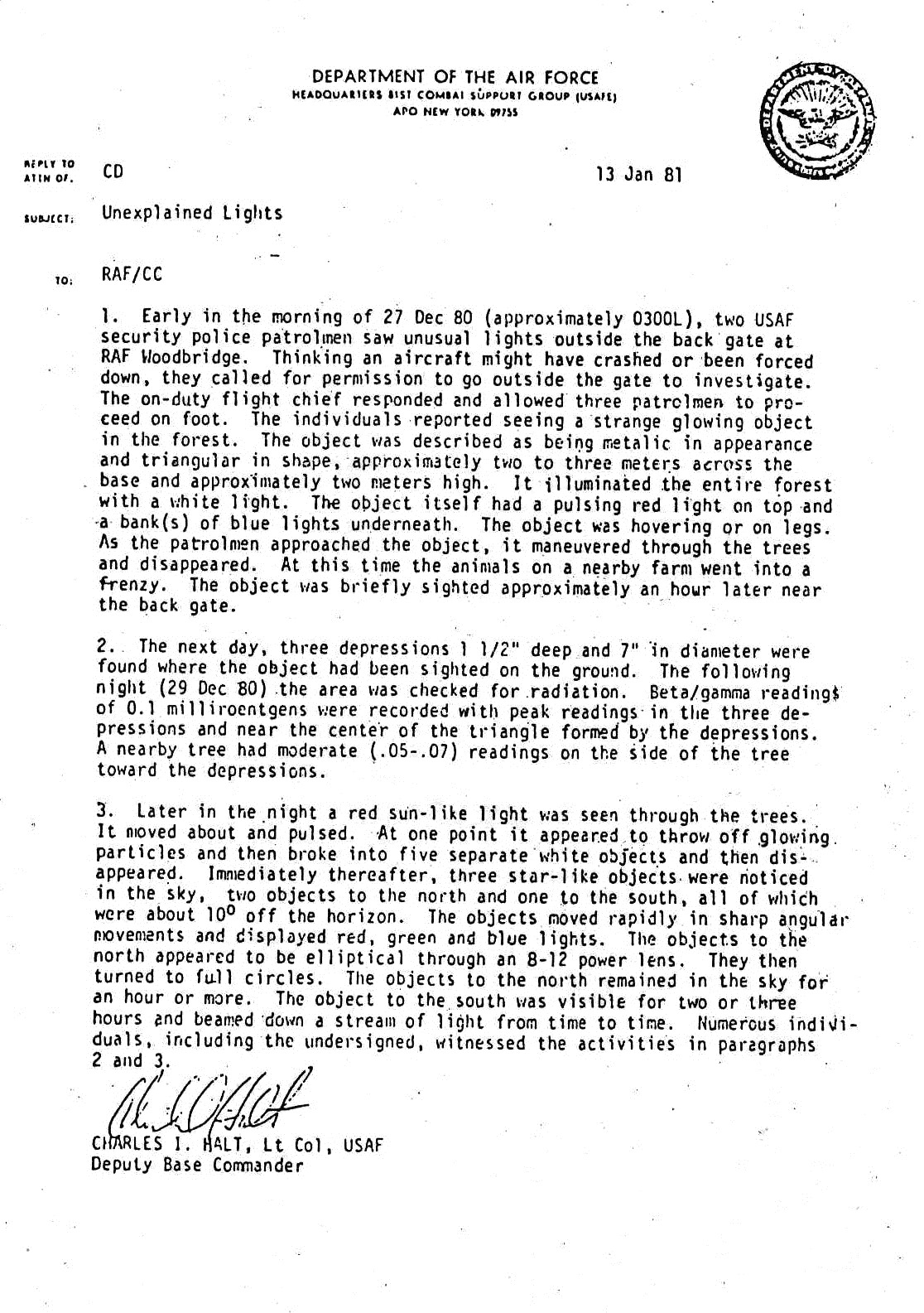
Memorandum von Lieutenant Colonel Charles Halt an das britische Verteidigungsministerium bezüglich des Zwischenfalls in Rendlesham Forest mit dem Titel „Unexplained Lights“

Laut Nick Pope, dem Leiter der für UFO-Meldungen zuständigen Stelle des Verteidigungsministeriums von 1991 bis 1994, untersuchten das Britische Verteidigungsministerium sowie US-Behörden wie die CIA den Rendlesham-Vorfall. Im besonderen Fokus standen die vorgeblich überhöhten Strahlungswerte, welche am Sichtungsort gemessen wurden. Wären diese tatsächlich bedrohlich hoch gewesen, hätte es sich um einen Fall von Gefährdung der nationalen Sicherheit gehandelt (neben der Sichtung eines womöglich extraterrestrischen Fluggerätes). Pope weist jedoch darauf hin, dass keine der staatlichen Behörden je von einer solchen Bedrohung ausging, wenngleich sie die Aussagen der am Vorfall beteiligten Zeugen und den Vorfall insgesamt ernst nahmen. Die Angaben um vorgebliche Strahlenbelastungen sehen die Behörden und das Verteidigungsministerium als nicht bestätigt an. Pope selbst hält den Rendlesham-Vorfall sehr wohl für einen Fall von Sicherheitsgefährdung, da es um einen Vorfall gehe, bei dem ein unbekanntes Flugobjekt in den Luftraum einer Militäreinrichtung eindrang.
Penniston und seine ehem. Kollegen berichten, dass sie in den Tagen nach dem Vorfall von Mitarbeitern des U.S. Air Force Office of Special Investigations (OSI) befragt worden seien. Einige behaupten, sie seien teilweise eingeschüchtert und zur Geheimhaltung verpflichtet worden. Colonel Halt behauptet, sein Vorgesetzter, der (ehemalige) Oberstleutnant und Verbindungsoffizier Donald Moreland, habe zwei Wochen später von Halt gefordert, dass dieser ein Memorandum zu den Vorfällen verfasse.
Warrens Darstellung, oder auch nur seine Beteiligung an der Sichtung, wird weder von Halt noch von Penniston bestätigt und findet sich auch nicht in den freigegebenen Unterlagen des Militärs wieder. Da seine Schilderungen weder durch behördliche und/oder militärische Dokumente, noch von anderen Zeugen gestützt wird, wird seine Aussage von Untersuchern und Experten durchweg als „unüberprüfbar“ und „frei erfunden“ bewertet. Viele Darstellungen des Vorfalls verzichten daher heute gänzlich auf die Aussagen von Warren.

### Untersuchungen durch unabhängige Experten und Journalisten
Der Reporter Ian Ridpath hat den Vorfall untersucht und mehrere Artikel dazu verfasst. Seiner Analyse nach war ein Meteor für die erste Sichtung am 26. Dezember verantwortlich und der Grund, warum die Gruppe um Penniston in den Rendlesham Forest aufbrach. Die Darstellung von Burroughs, Cabansag und insbesondere Penniston bezüglich eines gelandeten Objektes bewertet Ridpath als bewusste Falschaussage. Als Indizien hierfür benennt er einige Unstimmigkeiten in den Aussagen von Penniston bezüglich der Uhrzeit des Vorfalls und der Form des Objekts. Die Jahrzehnte später ergänzte, angebliche Binärbotschaft wird von Ridpath als weiterer Beleg für die Unglaubwürdigkeit von Penniston gesehen. Die vermeintlichen Landespuren seien wahrscheinlich vielmehr eingestürzte Kaninchenlöcher. Das Strahlungsmessgerät, mit dem die erhöhte Radioaktivität gemessen wurde, ist laut Ridpath für weit höhere Strahlendosen ausgelegt und wäre in den untersuchten Gebieten nicht genau genug, um beweiskräftige Ergebnisse liefern zu können. Die Darstellung von Halt erklärt Ridpath folgendermaßen: Das Licht, das die Gruppe von Halt durch den Wald verfolgte, sei das Licht des ca. 8 km entfernten Orfordness-Leuchtturms gewesen, die Lichter am Himmel die Sterne Deneb, Vega sowie Sirius. Die Berichte von Farbänderungen, Bewegung der Objekte und Lichtstrahlen seien auf das normale Flackern der Sterne sowie auf optische Täuschungen im Zusammenspiel mit dünnen Wolken zurückzuführen.
Die Reporterin Georgina Bruni führte eine Untersuchung zu dem Vorfall durch und befragte weitere Zeugen, besonders zivile Zeugen und Polizeibeamte. Ihrer Schlussfolgerung nach ist im Rendlesham Forest etwas vorgefallen, was bis heute nicht zufriedenstellend erklärt werden konnte. Sie hält es für durchaus denkbar, dass entweder ein außerirdisches Fluggerät oder ein futuristischer Prototyp eines neuartigen Flugkörpers im Rendlesham Forrest landete. 1997 befragte sie die ehemalige Premierministerin des Vereinigten Königreichs, Margaret Thatcher, zu UFOs und dem Vorfall. Daraufhin habe Thatcher geantwortet: „You must have your facts and you can’t tell the people.“ (deutsch: Man muss die Fakten kennen und man kann es nicht einfach dem Volk sagen.). Bruni fragt sich ob dieser Reaktion, welche „Fakten“ genau Margaret Thatcher gemeint haben könnte und ob sich der englische Premierminister des Ufo-Phänomens bewusst sei und wie viel Thatcher wissen könnte. Die Aussage Halts, sein Vorgesetzter habe erst zwei Wochen nach den Vorfällen nach einem Memorandum verlangt, hält Bruni für unglaubwürdig und die Erklärung Halts, der Grund hierfür sei gewesen, dass Moreland in Urlaub gewesen sei, betrachtet sie als „schwache Ausrede“. Moreland zufolge sei dieser bereits eine Woche nach dem Vorfall nach Bentwaters zurückgekehrt und habe erst da zum ersten Mal von den Vorfällen erfahren.
Nick Pope kritisiert, dass der Vorfall von offizieller, englischer Seite nicht angemessen untersucht worden sei. Pope macht dafür unter anderem Fehler bei der Weitergabe von Informationen und vor allem unklare Zuständigkeiten zwischen den englischen Behörden und dem US-Militär verantwortlich. Pope hat den Vorfall selbst untersucht, ohne zufriedenstellende Erklärungen zu finden.

## Bedeutung des Rendlesham-Zwischenfalls in der Ufologie
Nick Pope bezeichnet den Vorfall als eine „der bedeutsamsten UFO-Sichtungen aller Zeiten“. Verschiedene Dokumente wurden zu dem Vorfall vom Verteidigungsministerium des Vereinigten Königreichs freigegeben sowie Audio-Aufzeichnungen, die Halt während des Vorfalls vorgeblich aufgenommen hatte. Unter den freigegebenen Dokumenten ist eine Meldung des Vorfalls von Charles Halt an die britischen Behörden, bekannt als „Halt Memorandum“, erhalten. Darin meldet Halt die Schilderungen der Gruppe um James Penniston vom 26. Dezember sowie die Sichtung seiner Gruppe vom 28. Dezember.